# Хэндлер, Дэниел
Дэниел Хэндлер (англ. Daniel Handler; род. 28 февраля 1970) — американский писатель и сценарист, известный также под псевдонимом Лемони Сникет (англ. Lemony Snicket), автор серии детских книг «33 несчастья».

## Личная жизнь
Хэндлер родился в 1970 году в Сан-Франциско, штат Калифорния. В 1992 году окончил Уэслианский университет. Женат на Лизе Браун и растит сына Отто. Ныне со своей семьёй живёт в Сан-Франциско в старом доме викторианского стиля. Играет на аккордеоне, выступал в нескольких музыкальных коллективах, в том числе участвовал в записи альбома 69 Love Songs группы The Magnetic Fields, с которой периодически гастролирует.

## Литературная деятельность
Первый роман Хэндлера, The Basic Eight, отказывались выпускать многие издатели из-за его содержания (пессимистичный взгляд на жизнь девочки-подростка). По словам самого Хэндлера, он получил 37 отказов от издательств, прежде чем смог опубликовать роман.
В 1999 году Хэндлер под псевдонимом Лемони Сникет приступил к написанию серии детских книг «33 несчастья» (англ. A Series of Unfortunate Events). В книгах серии повествуется о трёх осиротевших детях, на которых буквально сваливаются всяческие несчастья и невзгоды. Первая книга из серии, «Скверное начало», вышла в 1999 году. Серия «33 несчастья» снискала огромную популярность и стала мировым бестселлером. Последняя книга серии, озаглавленная как «Конец!» и вышедшая в свет в пятницу 13 октября 2006 года, была переведена на 41 язык и продана общим тиражом более 60 миллионов копий.
В 2004 году вышла экранизация первых трёх книг серии — художественный фильм «Лемони Сникет: 33 несчастья».
По мотивам книжной серии в 2004 году была также выпущена компьютерная игра Lemony Snicket’s A Series of Unfortunate Events.
В ноябре 2014 года Netflix совместно с Paramount Television объявил о планах адаптации серии детских книг «33 несчастья» в оригинальный телесериал, причём с автором книг Дэниелом Хэндлером в качестве исполнительного продюсера.
В сентябре 2015 года стало известно, что Барри Зонненфельд и Марк Худис согласились встать у штурвала производства сериала. Худис стал шоураннером и сценаристом, а Зонненфельд — режиссёром; кроме того они оба получили посты исполнительных продюсеров. Тем не менее в январе 2016 года стало известно, что Худис покинул проект, однако имя нового шоураннера тогда не было названо.
В марте 2016 года было объявлено, что сериал будет состоять из восьми эпизодов. В сентябре 2016 года Харрис сообщил, что события каждой книги цикла будут отражены в двух эпизодах; таким образом будут экранизированы первые четыре книги. Всего в сериале будет три сезона.

## Исполнители в кино
- В фильме «Лемони Сникет: 33 несчастья» роль Лемони Сникета исполнил  Джуд Лоу.
- В сериале роль Лемони Сникета исполнил Патрик Уорбертон.